# Franciszek Karpiński
Franciszek Karpiński (4 d'octubre de 1741 - 16 de setembre de 1825) fou el principal poeta polonès del Sentimentalisme durant la Il·lustració. És sobretot recordat pels seus treballs religiosos, més endavant anomenats himnes i nadales. També és considerat com l'escriptor polonès més original del repartiment de Polònia. En la seva nativa Polònia va ser especialment apreciat durant el període romàntic de principis del segle xix.

## Biografia
Karpiński va néixer el 1741 a Hołosków, prop de Kolomyia, i fou educat a Stanisławów (aleshores territori de la Confederació de Polònia i Lituània, actual Ivano-Frankivsk a l'oest d'Ucraïna). Va estudiar a la Universitat de Lviv, on obtingué el títol de Doctor en Filosofia. Passà els següents divuit mesos a Viena, on estudià llengües estrangeres. La seva primera feina fou com a tutor per a un noble de la cort.
El 1780 el seu primer volum de poesia va atreure l'atenció de la poderosa família Czartoryski. Sota la seva tutela viatjà a Varsòvia, on fou nomenat secretari del Príncep Adam Kazimierz Czartoryski. Escrigué tres llibres de poesia, que van atènyer una gran popularitat, però quan varen passar uns anys desil·lusionà per la hipocresia present a la capital i tornà a la campinya d'Ucraïna, que aleshores ja era partició d'Àustria.
Entre el 1785 i el 1818 treballà com a tutor per a la família Branicki a Białystok. Allà hi escrigué alguns dels seus treballs més coneguts, com Déu ha nascut, el poder tremola i Quan les llums del matí s'aixequen. Foren aquestes cançons religioses i patriòtiques, himnes i nadales que més endavant es cantaren i immortalitzaren per tot Polònia. El 1800 fou membre de la nova Societat d'Amics de la Ciència.
El 1818 es va retirar i va escriure les seves memòries. Està enterrat a Łysków (actual Lyskava al districte Pruzhany, Belarús).